# Aéroport international de Dalian
Pour les articles homonymes, voir DLC.
L'aéroport international de Dalian (code IATA : DLC • code OACI : ZYTL) est situé à Dalian, dans la province du Liaoning, en Chine.

## Situation

### Carte des 50 premiers aéroports de Chine
| \| 500 km1:25 016 000 \| Baotou Canton Changchun Changsha Chengdu-CTU Chengdu-TFU Chongqing Dalian Fuzhou Guilin Guiyang Haikou Hailar Hangzhou Harbin Hefei Hohhot Jinan Jinghong Kunming Lanzhou Lhassa Lijiang Nanchang Nankin Nanning Ningbo Pékin · Capitale Pékin · Daxing Qingdao Quanzhou Sanya Shanghaï-Pudong Shanghaï-Hongqiao Shantou-Chaozhou-Jieyang Shenyang Shenzhen Shijiazhuang Taiyuan Tianjin Ürümqi Wenzhou Wuhan Suzhou Xiamen Xi'an Xining Yantai Yinchuan Zhengzhou Zhuhai-Jinwan |
| 500 km1:25 016 000 |

## Statistiques
Pour des raisons techniques, il est temporairement impossible d'afficher le graphique qui aurait dû être présenté ici.

Voir la requête brute et les sources sur Wikidata.

## Installations
L'aéroport dispose d'une piste de 3 300 mètres et d'un terminal de 65 000 m2. En septembre 2011, le terminal est agrandi pour une surface de 71 000 m2.

## Compagnies aériennes et destinations
Hub secondaire de la China Southern Airlines, l'aéroport de Dalian propose de nombreuses destinations vers la Chine du Sud. C'est également l'aéroport qui propose le plus vaste choix de destinations du pays vers la Russie, et derrière celui de Shanghai vers le Japon.

### Passagers
| Compagnies                                         | Destinations |
| -------------------------------------------------- | --- |
| Air China                                          | Pékin-Capitale, Fukuoka, Hiroshima, Hong Kong, Osaka-Kansai, Tianjin Binhai, Tokyo-Narita |
| Air China opéré par Dalian Airlines                | Pékin-Capitale, Changsha, Chengdu-Shuangliu, Canton-Baiyun, Hangzhou-Xiaoshan, Hefei, Hohhot, Nankin, Qingdao-Jiaodong, Shanghai-Pudong, Shenzhen-Bao'an, Tianjin Binhai, Xi'an-Xianyang, Yinchuan Hedong |
| All Nippon Airways                                 | Osaka-Kansai, Tokyo-Narita |
| Asiana Airlines                                    | Séoul-Incheon |
| Beijing Capital Airlines                           | Haikou, Hangzhou-Xiaoshan, Ningbo, Wuhan, Xi'an-Xianyang |
| Chengdu Airlines                                   | Chengdu-Shuangliu, Jining Da'an (en), Taiyuan-Wusu |
| China Airlines                                     | Taïwan-Taoyuan |
| China Eastern Airlines                             | - Pékin-Capitale, - Changsha, - Changzhou, - Chaoyang (en), - Chengdu-Shuangliu, - Chongqing-Jiangbei, - Fuzhou-Chánglè, - Guiyang, - Hangzhou-Xiaoshan, - Hanzhong, - Harbin Taiping, - Hefei, - Huai'an, - Jinan, - Jining Da'an (en), - Kunming-Changshui, - Lanzhou, - Luoyang, - Nanchang-Changbei, - Nankin, - Osaka-Kansai, - Ordos Ejin Horo, - Qingdao-Jiaodong, - Qiqihar-Sanjiazi, - Rizhao Shanzihe (en), - Sanya-Phénix, - Shanghai-Pudong, - Shenzhen-Bao'an, - Shijiazhuang, - Taiyuan-Wusu, - Tonghua, - Ürümqi-Diwopu, - Wuhan, - Wuxi/Suzhou, - Xiamen-Gaoqi, - Xi'an-Xianyang, - Xining-Caojiabao, - Xuzhou-Guanyin, - Yichun (zh), - Yinchuan Hedong, - Zhanjiang-Wuchuan, - Zhengzhou Charter :Đà Nẵng, Cam Ranh |
| China Eastern Airlines opéré par Shanghai Airlines | Shanghai-Pudong |
| China Express Airlines                             | Chifeng, Chongqing-Jiangbei, Dongying (en), Hailar, Hangzhou-Xiaoshan, Hohhot, Jining Da'an (en), Kunming-Changshui, Lianyungang-Huaguoshan, Nanyang, Qinhuangdao Beidaihe, Sanya-Phénix, Shijiazhuang, Tianjin Binhai, Tianshui Maijishan (en), Ulan hot, Wēihǎi, Xining-Caojiabao, Yulin (en), Zhoushan Putuoshan |
| China Southern Airlines                            | - Pékin-Capitale, - Changsha, - Chengdu-Shuangliu, - Chongqing-Jiangbei, - Daqing, - Canton-Baiyun, - Guilin-Liangjiang, - Guiyang, - Haikou, - Hangzhou-Xiaoshan, - Hohhot, - Jinan, - Kunming-Changshui, - Lanzhou, - Mudanjiang, - Nanchang-Changbei, - Nankin, - Nanning, - Ningbo, - Qingdao-Jiaodong, - Qiqihar-Sanjiazi, - Sanya-Phénix, - Shanghai-Pudong, - Shantou-Chaozhou-Jieyang, - Shenzhen-Bao'an, - Shijiazhuang, - Taiyuan-Wusu, - Tianjin Binhai, - Ürümqi-Diwopu, - Wuhan, - Xiamen-Gaoqi, - Xi'an-Xianyang, - Xining-Caojiabao, - Yanji, - Yinchuan Hedong, - Zhanjiang-Wuchuan, - Zhengzhou, - Zhuhai |
| China Flying Dragon Aviation                       | Changhai (Lianoning) (en) |
| China Southern Airlines                            | Cheongju, Jeju, Nagoya-Chūbu, Osaka-Kansai, Séoul-Incheon, Taïwan-Taoyuan, Tokyo-Narita, Toyama (en) |
| China United Airlines                              | Pékin-Nanyuan, Shijiazhuang |
| Donghai Airlines                                   | Ningbo, Shenzhen-Bao'an |
| Eastar Jet                                         | Charter : Cheongju |
| Hainan Airlines                                    | Pékin-Capitale, Fuzhou-Chánglè, Canton-Baiyun, Guiyang, Hangzhou-Xiaoshan, Hefei, Jiamusi (en), Nankin, Ningbo, Shanghai-Pudong, Shenzhen-Bao'an, Taïwan-Taoyuan, Taiyuan-Wusu, Weifang (en) |
| Japan Airlines                                     | Tokyo-Narita |
| Jin Air                                            | Charter : Séoul-Incheon |
| Juneyao Airlines                                   | Sanya-Phénix, Nankin, Shanghai-Pudong, Wenzhou-Longwan |
| Lucky Air                                          | Kunming-Changshui, Wuhan |
| Korean Air                                         | Séoul-Incheon |
| NokScoot                                           | Bangkok-Don Muang |
| Okay Airways                                       | Changsha, Hangzhou-Xiaoshan, Tianjin Binhai, Yantai |
| Scoot                                              | Singapour-Changi |
| Shandong Airlines                                  | Chongqing-Jiangbei, Guiyang, Hangzhou-Xiaoshan, Jinan, Mudanjiang, Qingdao-Jiaodong, Xiamen-Gaoqi |
| Shenzhen Airlines                                  | Chongqing-Jiangbei, Fuzhou-Chánglè, Canton-Baiyun, Guiyang, Jinan, Nankin, Nanning, Nantong Xingdong, Shenzhen-Bao'an, Wuxi/Suzhou, Zhengzhou |
| Sichuan Airlines                                   | Chengdu-Shuangliu, Chongqing-Jiangbei, Hangzhou-Xiaoshan, Jinan, Kunming-Changshui, Xuzhou-Guanyin |
| Spring Airlines                                    | Bangkok-Suvarnabhumi, Baishan (zh), Changzhou, Shanghai-Pudong, Shijiazhuang |
| Tianjin Airlines                                   | Hohhot, Kitakyūshū, Linyi (zh), Nankin, Nanning, Ningbo, Qingdao-Jiaodong, Shanghai-Pudong, Shizuoka, Tianjin Binhai, Ürümqi-Diwopu, Wēihǎi, Wenzhou-Longwan, Yantai, Yuncheng, Zhengzhou, Zunyi (zh) |
| Uni Air                                            | Taïwan-Taoyuan |
| Vietnam Airlines                                   | Charter : Cam Ranh |
| XiamenAir                                          | Bangkok-Suvarnabhumi, Changsha, Fuzhou-Chánglè, Hangzhou-Xiaoshan, Jinan, Macao, Nankin, Qingdao-Jiaodong, Singapour-Changi, Tianjin Binhai, Xiamen-Gaoqi |

Édité le 13/04/2018

### Cargo
| Compagnies        | Destinations               |
| ----------------- | -------------------------- |
| Air China Cargo   | Francfort, Shanghai-Pudong |
| ANA Cargo         | Osaka-Kansai, Tokyo-Narita |
| Emirates SkyCargo | Dubaï                      |

## Voir également
- Liste des aéroports en Chine
- Liste des aéroports les plus fréquentés de Chine
- L'Aéroport international de Dalian-Jinzhouwan en construction. Il sera le grand aéroport offshore du monde.